# Malezja na Letniej Uniwersjadzie 2007
Malezję na Letniej Uniwersjadzie w Bangkoku reprezentowało 18 zawodników. Malezyjczycy zdobyli 1 medal (1 srebrny)

## Medale

### Srebro
- Che Chew Chan - taekwondo, kategoria poniżej 72 kg